# Stora Väsjön
Stora Väsjön är en sjö i Falu kommun i Dalarna och ingår i Dalälvens huvudavrinningsområde. Sjön är 17 meter djup, har en yta på 0,892 kvadratkilometer och befinner sig 207,1 meter över havet. Vid provfiske har abborre, gädda, mört och siklöja fångats i sjön.

## Delavrinningsområde
Stora Väsjön ingår i det delavrinningsområde (673327-151328) som SMHI kallar för Mynnar i Långsälnan. Medelhöjden är 232 meter över havet och ytan är 15,93 kvadratkilometer. Det finns inga avrinningsområden uppströms utan avrinningsområdet är högsta punkten. Vattendraget som avvattnar avrinningsområdet har biflödesordning 4, vilket innebär att vattnet flödar genom totalt 4 vattendrag innan det når havet efter 250 kilometer. Avrinningsområdet består mestadels av skog (75 procent). Avrinningsområdet har 1,54 kvadratkilometer vattenytor vilket ger det en sjöprocent på 9,7 procent.